# 巴托爾迪博物館

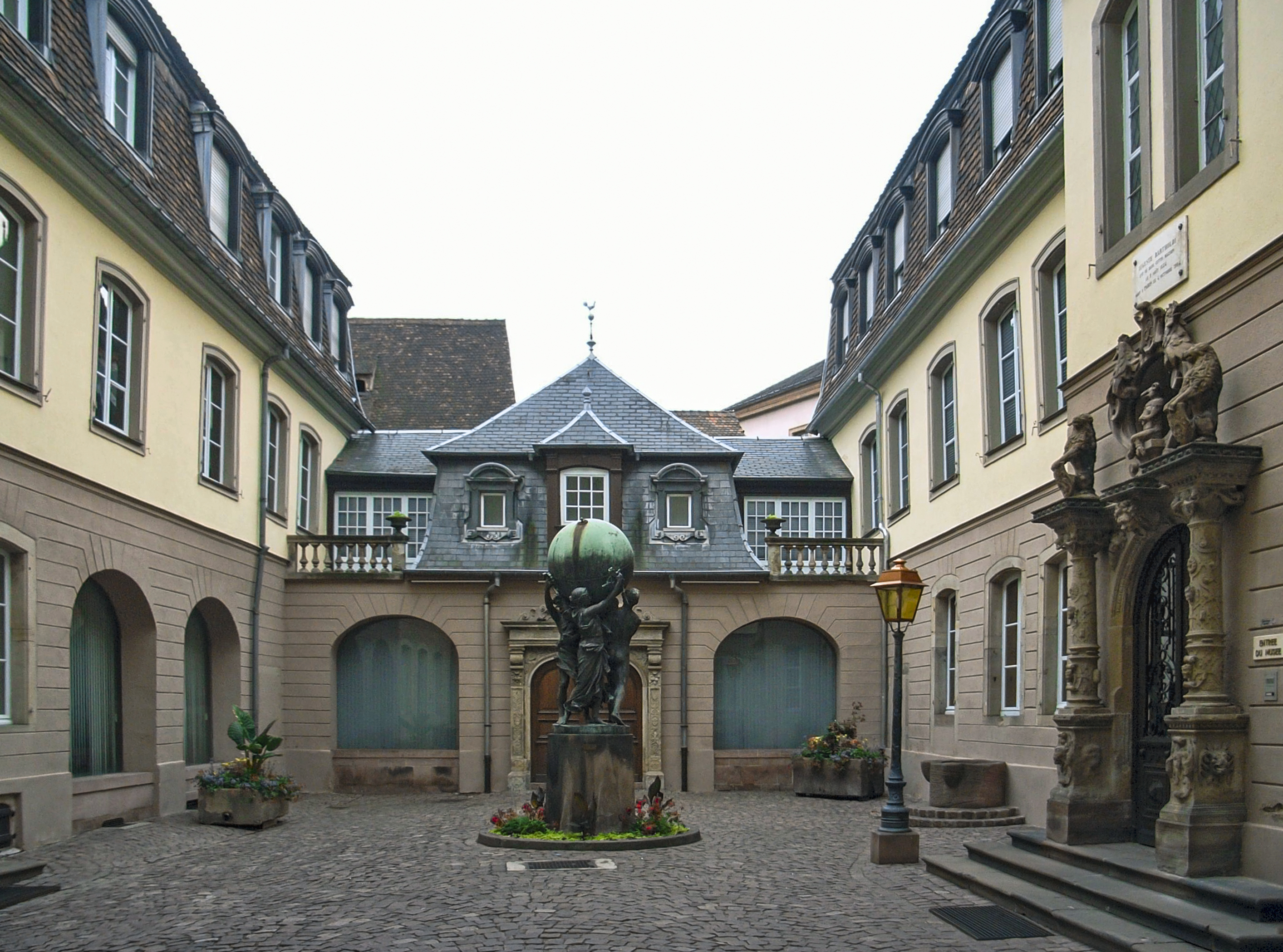
巴托爾迪博物館

巴托爾迪博物館（法語：Musée Bartholdi）是位於法國阿爾薩斯大區城市科爾馬的一座博物館，紀念雕塑家弗雷德里克·奧古斯特·巴托爾迪。這座博物館也是巴托爾迪出生的地方。巴托爾迪博物館是法國國家博物館之一。

## 外部連結
- （法文） Official site